# Maria Pilar Izquierdo Albero
Maria Pilar Izquierdo Albero (ur. 27 lipca 1906 w Saragossie, zm. 27 sierpnia 1945 w San Sebastián) – hiszpańska zakonnica, założycielka instytutu Pobożne Stowarzyszenie Misjonarek Jezusa, Maryi i Józefa, błogosławiona Kościoła rzymskokatolickiego.
Pochodziła z ubogiej rodziny. W wieku 12 lat (1918) ciężko zachorowała, jednak lekarze nie potrafili postawić diagnozy. Po kilku latach wyzdrowiała. W 1922 mając 16 lat rozpoczęła pracę w fabryce. W 4 lata później, w drodze do pracy na skutek upadku z tramwaju, złamała miednicę. W 1927 została sparaliżowana, a także straciła wzrok. W dniu 8 grudnia 1939 została cudownie uzdrowiona. Założyła instytut Pobożne Stowarzyszenie Misjonarek Jezusa, Maryi i Józefa.
Zmarła, mając 39 lat w opinii świętości.
Została beatyfikowana przez papieża Jana Pawła II w dniu 4 listopada 2001 roku.